# Francesco Roura Farró
Francesco Roura Farró (Cornellà del Terri, 13 gennaio 1913 – Barbastro, 15 agosto 1936) è stato un religioso spagnolo, martirizzato a Barbastro durante la Guerra civile spagnola e venerato come beato dalla Chiesa cattolica.

## Biografia
Nacque a Sords, una frazione di Cornellà del Terri, piccolo borgo della provincia di Gerona in Catalogna. La sua famiglia era numerosa, Francesco aveva dodici fratelli, e di viva fede cristiana. In una lettera racconta:
A Francesco piaceva studiare e verso i dieci anni iniziò a manifestare il desiderio di farsi sacerdote. I genitori ne parlarono al parroco che consigliò di far frequentare al giovane alcuni corsi preparatori a Banyoles. Come per Luigi Lladó Teixidor, fu padre Emilio Bover, a scoprire il giovane Francesco e a far nascere in lui la vocazione alla vita religiosa. Pronunciò i primi voti il 15 agosto 1930, dopo avere trascorso l'anno canonico di noviziato.
Completò gli studi umanistici a Solsona e quelli di teologia a Cervera. Come i suoi compagni di corso e di martirio, raggiunse il seminario di Barbastro il primo luglio 1936 per ricevere l'istruzione premilitare al termine della quale era prevista l'ordinazione sacerdotale
Il 20 luglio 1936 il seminario venne assaltato e perquisito dalle milizie anarchiche per cercare armi e munizioni. Insieme alla maggior parte dei confratelli Luigi venne arrestato e rinchiuso nel salone degli atti accademici della scuola degli Scolopi, che divenne la loro prigione improvvisata.
Firmò la lettera di offerta alla Congregazione con queste parole:
(Francesco Roura Farró, Firma sulla lettera di offerta alla Congregazione)

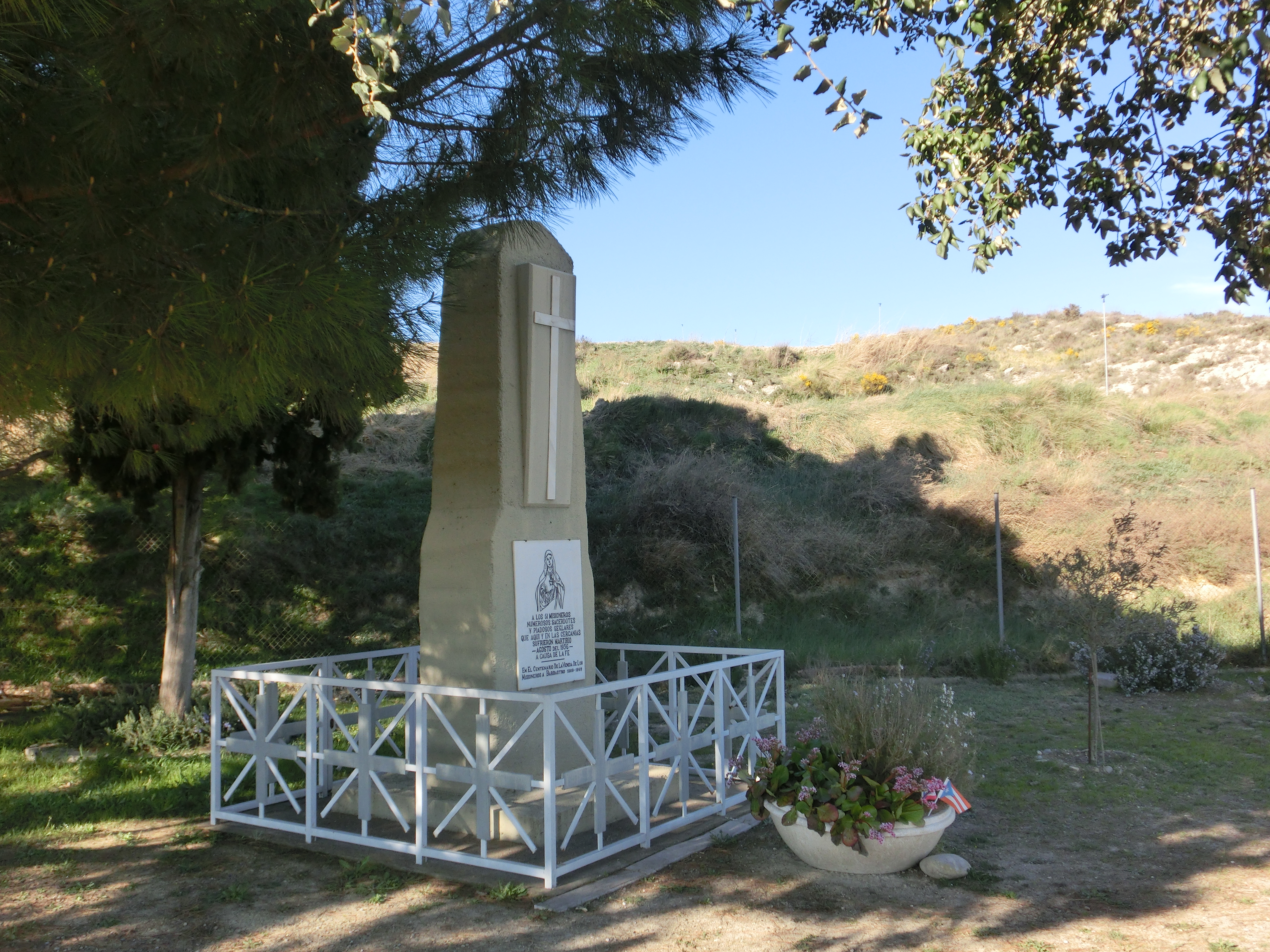
Monumento funebre nel luogo della fucilazione

Insieme a 19 suoi confratelli Luigi Lladó Teixidor è stato fucilato nelle prime ore del 15 agosto sul ciglio di una strada fuori città, fece parte del quarto gruppo di claretiani di Barbastro che subirono il martirio. I loro corpi sono stati gettati in una fossa comune.
Nel 2013 è uscito un film sulla vicenda intitolato Un Dio vietato per la regia di Pablo Moreno.

## Culto

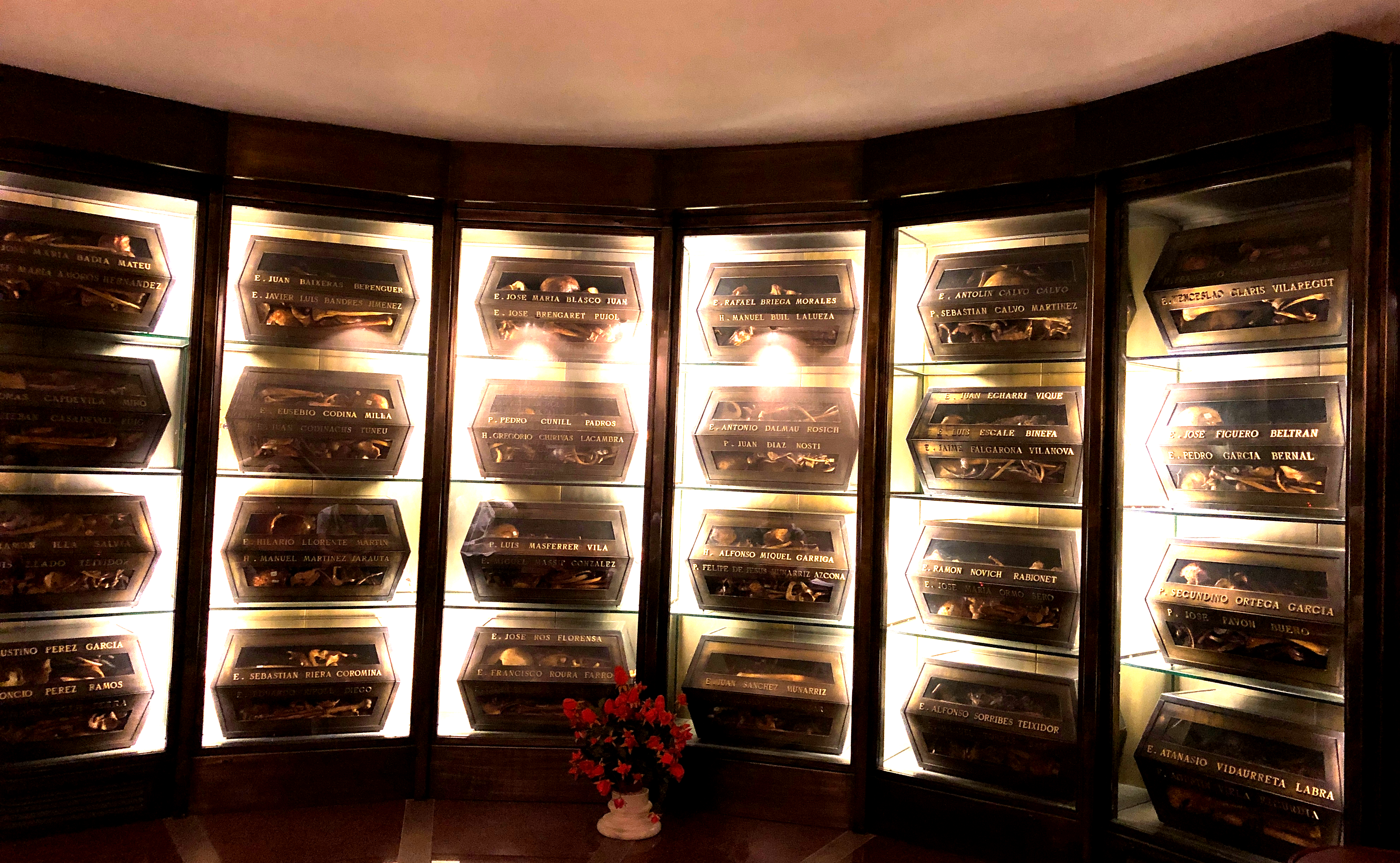
Cripta ubicata sotto all'altare della chiesa annessa al museo dei martiri Claretiani di Barbastro

Dopo la guerra i resti dei martiri furono riesumati dalle fosse comuni e, grazie alle medagliette metalliche cucite dalla lavanderia del seminario sulle loro tonache, è stato possibile risalire ai nomi delle singole persone. Il corpo di Francesco giaceva proprio accanto a quelli del beato Luigi e del beato Alfonso, con i quali aveva condiviso la sua carriera formativa . I resti di tutti i martiri sono composti in teche e si possono oggi venerare nella cripta della chiesa annessa al museo.
Il 20 maggio 1947 nella diocesi di Barbastro si aprì il processo informativo circa il martirio che si chiuse il 23 settembre 1949. L’8 febbraio 1961 fu promulgato il Decreto sugli scritti. La dichiarazione di validità del processo, con Decreto del 9 febbraio 1990, portò alla trasmissione della “Positio super martyrio” alla Congregazione delle Cause dei Santi nello stesso anno.
A seguito della riunione della commissione teologica che si tenne il 4 febbraio 1992 e di quella dei cardinali e vescovi della Congregazione si arrivò, il 7 marzo 1992, alla promulgazione del Decreto sul martirio. La beatificazione avvenne a Roma, ad opera di Giovanni Paolo II, il 25 ottobre 1992. 
La Chiesa cattolica lo ricorda il 15 agosto.